# Montcal
Montcal és una entitat de població de poblament dispers, actualment pertanyent al municipi de Canet d'Adri (Gironès).
Aquest poble va ser ens local independent fins a l'any 1846, quan va veure incorporat el seu terme al de Canet d'Adri, juntament amb d'altres poblacions veïnes.
El principal edifici històric és l'església parroquial de Santa Cecília de Montcal.

## Història
L'esment més antic de Montcal («Locus de Montecaldo»), és del 1017, en la butlla del papa Benet VIII que confirmà les possessions del monestir de Banyoles. Una altra notícia apareix al Llibre verd del capítol de la catedral de Girona, en un document datable entre el 1051 i el 1057, pel qual la comtessa Ermessenda feu una restitució de béns a la canònica de Girona, entre els quals hi ha l'església. De la parròquia de Montcal en depenia l'església de Sant Joan de Montbó des de 1329. L'any 1698, aquest lloc era reial.